# Posthornteiche

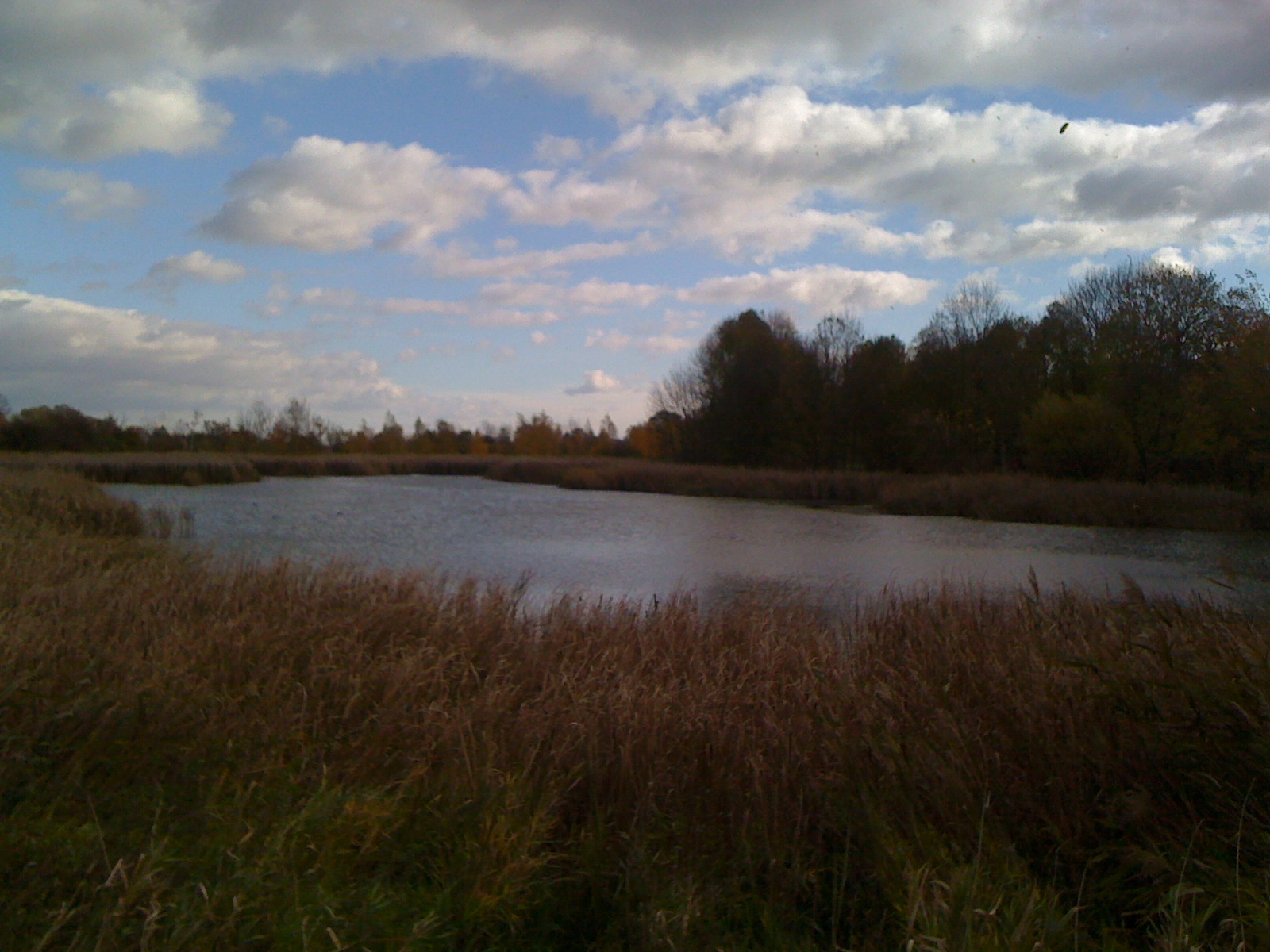
Kleiner Posthornteich von Westen

Als Posthornteiche (auch Mötzlicher Teiche, Posthornsee genannt) werden zwei Teiche im Norden der Stadt Halle (Saale) bezeichnet. Sie sind anthropogenen Ursprungs.
Bis 1961 wurde im Norden der Stadt in der Grube „Frohe Zukunft“ Braunkohle im Untertagebau abgebaut. Die Stollen stürzten später teilweise ein, wodurch Geländeeinsenkungen entstanden. Durch das sich in den Senken sammelnde Grund- und Niederschlagswasser entstanden beide Teiche.
Beide Teiche sind flach und erreichen Tiefen von drei bis vier Meter. Der westlicher gelegene größere Teich erreicht eine Wasserfläche von ungefähr 20 Hektar, der kleinere eine von 5 ha.
Sie dienen heute als Angelgewässer des Vereins „Am Posthornsee Halle e. V.“ Die Teiche sind mangels Wasserzufluss von der Austrocknung und Verlandung bedroht, was auch die Angler einschränkt. Insbesondere das trockene Jahr 2018 sowie der überdurchschnittlich heiße Sommer 2019 senkten den Wasserspiegel massiv, der bis August 2019 um die Hälfte auf ca. 2 m sank. Der sinkende Sauerstoffgehalt führt zum Anstieg von Algenbildung. Man hofft durch die Einleitung von Regenwasser aus der naheliegend im Bau befindlichen Strafvollzugsanstalt den Wasserstand zu erhöhen und zu stabilisieren.
Siehe auch: Liste der Gewässer in Halle (Saale)